# 若泽·曼努埃尔·巴罗佐
若澤·曼努埃爾·杜朗·巴羅佐（葡萄牙語發音：[ʒuˈzɛ mɐˈnwɛl duˈɾɐ̃w bɐˈʁozu]，1956年3月22日—），出生于葡萄牙里斯本，是一位歐洲政治人物。先後擔任過葡萄牙总理和欧盟委員會主席。

## 生平
巴羅佐毕业于里斯本大学法学院，获法学士學位，之后取得佛罗伦萨的欧洲大学学院的欧洲研究文凭以及日内瓦大学政治科学和社会科学双硕士。
此后他在里斯本大学法学院任助理教授，他的主要工作题目是国际政治，后来他又在美国华盛顿哥伦比亚特区的乔治城大学的政治科学系进行研究工作，并在那里獲得哲学博士学位。
回到里斯本后，巴罗佐成为卢西亚达大学（Universidade Lusíada）国际关系学系主任。
巴羅佐的英语、法语和西班牙语非常流利，这对他后来成为欧洲委员会主席非常有利。
巴羅佐有妻子和三个孩子。

## 在葡萄牙的政治生涯
巴羅佐在其学生时代就开始參與政治。在1974年4月25日的康乃馨革命前他是毛派政党葡萄牙工人共产党/无产阶级党重组运动的领导人之一，但几年后他就退出了这个政党。1980年12月他加入阿尼巴尔·卡瓦科·席尔瓦領導的葡萄牙社会民主党，該党虽然名为社会民主党，但它实际上是保守主义政党，为欧洲人民党成员，並與右翼的CDS－人民党組成聯盟。
他在1985－1995年葡萄牙席爾瓦政府曾任以下职务：
- 从1985年到1987年内政部副国务秘书。
- 从1987年到1992年外交和国际合作国务秘书。
- 从1992年到1995年任外交部长。

1990年他促成安哥拉内战中安哥拉人民解放运动和若纳斯·萨文比领导的争取安哥拉彻底独立全国联盟之间的停火协议。巴羅佐还支持东帝汶从印度尼西亚的独立运动。
1995年，執政十五年的葡萄牙社会民主党在大选中失败后，巴羅佐未能如愿成为该党的主席。1999年在经过党内的激烈斗争后他才终于成为社会民主党的主席。当时许多人认为他缺乏政治上的强硬和顽强，不会在党内的激烈斗争中坚持到底。事实证明这个影像是错误的。在2002年的议会选举中社会民主党勉强胜过社会党，由于巴羅佐所执行的节省措施在2004年欧洲议会选举中他的党勉强败给了社会党。
从2002年4月6日到2004年7月12日他任葡萄牙总理。在他任期内他的一些政策遭到国内的反对，比如2003年春他支持美伊战争，此外他促进葡萄牙国家企业的私有化和强烈节省公共财政。他本人认为出于恶劣的经济状态和前任的社会党遗留下来的财政缺陷这些步骤是必须的，此外为了实现“稳定和增长协定”这些措施也是无法避免的。此外他在任期间试图改善欧洲联盟与美国之间的关系。
巴羅佐的强处尤其在于外交，作为葡萄牙的外交部长甚至连反对党也不得不对他出色的工作表示赞赏。他对外交政策的兴趣从很早开始就已经形成了而且始终陪伴着他的政治生涯。

## 欧盟政治生涯
2004年6月29日欧洲委员会提名巴羅佐为欧洲委员会主席，同年7月22日欧洲议会中，413位议员投赞成票，251位反对票，44位弃权，24位议员没有参加投票，通過提名巴羅佐为欧洲委员会主席。此前德国和法国曾试图提名自由派的比利时首相居伊·伏思达，疑歐保守派曾试图提名出任欧洲联盟外交事务专员的英国政治家彭定康，但都因无法获得多数而未成功。由于親歐保守派歐洲人民黨是第一大黨，最終歐洲理事會，歐洲人民黨、歐洲社會黨和歐洲自由民主改革黨達成共識，推薦巴羅佐为欧洲委员会主席，歐洲人民黨和歐洲社會黨成員則輪流擔任歐洲議會議長。
巴羅佐一开始提名的欧洲委员会成員未能得到欧洲议会的支持，他不得不替换了两名委员，将一名委员的部门改变后才于2004年11月18日获得欧洲议会多数的支持。
2009年7月9日，由於歐洲人民黨繼續成為第一大黨，欧洲委员会正式提名巴罗佐为下屆欧盟委员会主席人选。
2014年11月1日，巴罗佐卸任欧盟委员会主席，由歐洲人民黨提名的前卢森堡首相让-克洛德·容克继任。

## 荣誉

### 葡萄牙勋章奖章
- 基督大十字勋章（英语：Military Order of Christ）（1996年6月8日公布[3]）
- 恩里克王子勋章大颈饰（葡萄牙语：Ordem do Infante D. Henrique）（2014年11月3日公布[3])

### 外国勋章奖章
- 白隼大十字勋章（英语：Order of the Falcon）（冰岛，1993年6月4日[4]）

## 外部連結
- President José Manuel Barroso – Official Media Gallery
- European Commission – President José Manuel Barroso （页面存档备份，存于）
- tellBarroso.eu – a web service for telling Barroso: "What can Europe do for you?"

| 前任： 罗马诺·普罗迪     | 欧盟委员会主席 2004年 - 2014年 | 繼任： 让-克洛德·容克       |
| 前任： 安东尼奥·古特雷斯 | 葡萄牙总理 2002年 - 2004年     | 繼任： 佩德罗·桑塔纳·洛佩斯 |